# Ostwaldov proces
Ostwaldov proces je kemijski proces za proizvodnju dušične kiseline, kojeg je razvio njemački kemičar i nobelovac Wilhelm Ostwald (postupak je patentiran 1902. godine). Ovaj proces jedan je od najvažnijih temelja moderne kemijske industrije. Povijesno i praktično usko je povezan s Haberovim procesom, koji osigurava potrebnu sirovinu, amonijak.

## Opis
Amonijak se prevodi u dušičnu kiselinu u dva koraka. Prvo se oksidira (spaljuje) zagrijavanjem s kisikom u prisutnosti katalizatora (kao što je npr. platina s 10% rodija) čime se dobiva dušikov oksid i voda. Ovaj je korak jako egzoterman, što ga čini korisnim izvorom topline kada se jednom pokrene
:
4 NH3 (g) + 5 O2 (g) → 4 NO (g) + 6 H2O (g)  (ΔH = −950 kJ/mol)
Drugi korak se izvodi u prisutnosti vode u absorpcijskom uređaju. Dušikov oksid se prvo ponovo oksidira čime nastaje dušikov dioksid:
2 NO (g) + O2 (g) → 2 NO2 (g)  (ΔH = −114 kJ/mol)
Ovaj se plin zatim brzo adsorbira u vodi, čime nastaje željeni produkt (dušična kiselina, iako u razrijeđenom obliku), a dio dušikovog dioksida se nazad reducira u dušikov oksid:
3 NO2 (g) + H2O (l) → 2 HNO3 (aq) + NO (g) (ΔH = −117 kJ/mol)
NO se vraća u proces, a kiselina se koncentrira do željene jačine destilacijom. 

Alternativno, ako se posljednji korak izvodi na zraku:
4 NO2 (g) + O2 (g) + 2 H2O (l) → 4 HNO3 (aq)
Uobičajeni uvjeti za prvi korak, koji doprinosi ukupnom prinosu od oko 96%, su:
- tlak između 4 i 10 atmosfera  (oko 400-1010 kPa) i
- temperatura od oko 1173 K (oko 900 °C).

Mogući problem koji treba uzeti u obzir je popratna reakcija u prvom koraku koja vraća dušik nazad u N2:
4NH3 + 6NO → 5N2 + 6H2O
Ova sekundarna reakcija svodi se na minimum smanjivanjem vremena kontakta smjese plinova i katalizatora. 

## Vanjske poveznice
- Physics Daily
- Nitrogen & Phosphorus (General Chemistry course), Purdue University
- Drake, G; "Processes for the Manufacture of Nitric Acid" (1963), International Fertiliser Society